# Hos Kofoed paa Amager
Hos Kofoed paa Amager er en dansk dokumentarfilm fra 1943 med instruktion og manuskript af Theodor Christensen.

## Handling
Film om Kofoeds Skole på Amager, der blev oprettet i 1928 af kordegn Hans Christian Kofoed og hans kone Astrid med et ønske om at hjælpe Københavns mange unge arbejdsløse mænd. Filmen er lavet i håbet om, at den må medvirke til at udbrede kendskabet til skolens samfundsmæssige arbejde.
Omdrejningspunktet er den arbejdsløse Karl Olsen, der brødebetynget og modløs møder op på Kofoeds Skole for at bede om nyt og rent undertøj. Det kan skolen sagtens hjælpe med, men Olsen skal yde noget til gengæld. Han skal lære noget. Om soignering, sundhed og husligt arbejde. Og hvis han vil, kan han også blive undervist i fag som engelsk, geografi, tysk, sløjd og meget andet. Alt dette skal ruste Olsen til at komme ud på arbejdsmarkedet igen og give ham troen tilbage på sig selv, livet og fremtiden.